# Crocidophora pallida
Crocidophora pallida là một loài bướm đêm trong họ Crambidae.